# ゆうもあくらぶ
ゆうもあくらぶは、日本の任意団体。「ユーモアを持って明るい社会づくりに貢献」することを目的としている。1958年からは「ゆうもあ大賞」の主催団体となり、それ以外にも各種の行事を実施してきた。発足当時の名称は「ゆうもあ・くらぶ」であったが、2020年現在の団体ウェブサイトでは「・」のない「ゆうもあくらぶ」を会の名称としている。

## 発足の経緯
「大衆の中からほのぼのした笑いを創りだし、明るい社会にしよう」という趣旨により、1954年12月14日に日比谷公会堂で発足した。
発足前の1954年8月8日に三笠会館で開催された発起人会では、結成の趣旨を次のように合意した。
「私達は明るい健康な社会を、心から渇望している。しかしそれは、政治家や資本家が上から強制して出来るものではなく、大衆の中からほのぼのと差し出ずる日差しによって育まれた明朗さこそ本当の明るさであり、私達の望むところである。それにはまず、我々の生活の中に健全な笑いを取り戻さねばならい。日本国民は、あのいまわしい戦争以来、余りにも暗い惨めな時代を過し、心からなる笑いを忘れてしまったようである。心のゆとりは、物事を正しく、冷静に判断する力となる。この考えこそ、世の中を明るくし、平和を愛し、文化の発展に寄与することと思う。そこで、私達は、この考えを一人でも多くの人に押し拡め、手に手を取って、生活明朗化運動を着実に実践し、これを普及するためゆうもあ・くらぶを結成した。」
趣旨に賛同したメンバーが47人だったことから、忠臣蔵の47士をまねて、正式発足は12月14日の討ち入りの日にしようと決まった。

## 初期発足メンバー
徳川夢声、石黒敬七、水谷八重子、6代目春風亭柳橋、高橋掬太郎、宮田重雄、田河水泡、昔々亭桃太郎、松田トシ、松内則三、伊志井寛、市川翠扇、古賀政男、石川瑛耀、並木一路、内海突破、加藤源蔵、長崎抜天ほか

## 活動内容

### ゆうもあ大賞
1959年以降、毎年12月にゆうもあ大賞を発表している（1969年 - 1980年は中断、1988年・2020年は見送り）。その年に明るいユーモアで世間を楽しませた人物3 - 4人に贈られる。ゆうもあ大賞授与の理由は、表彰状の文面として当日発表される。この内容もユーモアに溢れた文章になっている。

### ゆうもあアートコンテスト
2015年にはじめて開催された。写真やイラストの応募総数は約800点であった。